# Boos opzet
Boos opzet is de zwaarste gradatie van opzet in het Nederlandse strafrecht. Het is geen opzetvorm, net zoals de voorbedachte raad geen opzetvorm is. Boos opzet vormt de tegenhanger van kleurloos opzet, dat door de Hoge Raad in beginsel is verkozen boven het boos opzet.
Bij boos opzet moet het zo zijn dat de verdachte wel opzettelijk de wet heeft gebroken. De verdachte moet dus wetenschap hebben van het feit dat wat hij doet niet is toegestaan door de wet. Het om het leven brengen van je vrouw is in beginsel een vorm van boos opzet. Iedereen weet namelijk dat moord verboden is bij wet. Maar er zijn minder harde voorbeelden; het kappen van een boom zonder dat je weet dat je daarvoor een kapvergunning moet aanvragen bij de gemeente. Je beroept je dus op het feit dat je de wet niet kende. Dan is er geen sprake van boos opzet. Maar zoals gezegd levert dit tweede voorbeeld geen probleem op in het Nederlands strafrecht, aangezien het kleurloos opzet als uitgangspunt wordt gezien. Dit is anders indien in de delictsomschrijving "opzettelijk wederrechtelijk" staat vermeld. Het opzet heeft dan betrekking op alle volgende bestanddelen, en dus ook op de wederrechtelijkheid. Hierbij zal dus sprake moeten zijn van opzet op de wederrechtelijkheid van de gedraging.

## Nuancering
In de literatuur is er ook een opvatting waarin men stelt dat het boos opzet nog krapper geformuleerd dient te worden. Er zou dan pas sprake zijn van boos opzet als de verdachte de norm opzettelijk heeft overtreden omdat het verboden is. Terwijl in het algemeen gesteld wordt dat er sprake is van boos opzet als de verdachte de norm opzettelijk heeft overtreden terwijl het verboden is. Door één woord verschil kunnen veel gevallen van boos opzet, zoals dat door de meeste gezien wordt, niet meer als zodanig worden gezien.
Enkele voorbeelden ter illustratie:
- Een automobilist begaat een snelheidsovertreding omdat deze haast heeft. De overtreding zal waarschijnlijk niet begaan zijn omdat het verboden is maar om harder dan de toegestane snelheid te rijden.
- Een automobilist begaat een snelheidsovertreding omdat deze principieel tegen de algehele maximumsnelheid op de Nederlandse wegen is. De overtreding is dan wel begaan omdat het verboden is om harder dan de toegestane snelheid te rijden.